# Тахини-Хот-Спрингс (трасса)
Тахини-Хот-Спрингст, другое название - Юконская трасса 14, соединяет трассу Клондайк с горячими источниками Тахини.Общая протяженность трассы 9,2 км. Вдоль трассы протекает река Тахини.
На трассе находится один из заповедников Юкона. 700 акров земли принадлежат Обществу охраны дикой природы Юкона, основными задачами которого является сохранение дикой природы арктического региона.